# Bruno Alexandre Rodrigues
Bruno Alexandre Rodrigues (nacido el 6 de febrero de 1989) es un futbolista brasileño que se desempeña como delantero.
Jugó para clubes como el Ventforet Kofu y Gainare Tottori.

## Trayectoria

### Clubes
| Club            | País  | Año         |
| --------------- | ----- | ----------- |
| Ventforet Kofu  | Japón | 2008 - 2009 |
| Gainare Tottori | Japón | 2013        |

## Estadística de carrera

### J. League
| Club            | Año   | J. League | J. League | Copa J. League | Copa J. League | Total | Total |
| Club            | Año   | Part.     | Goles     | Part.          | Goles          | Part. | Goles |
| --------------- | ----- | --------- | --------- | -------------- | -------------- | ----- | ----- |
| Ventforet Kofu  | 2008  | 5         | 0         | -              | -              | 5     | 0     |
| Ventforet Kofu  | 2009  | 2         | 0         | -              | -              | 2     | 0     |
| Gainare Tottori | 2013  | 2         | 0         | -              | -              | 2     | 0     |
| Total           | Total | 9         | 0         | 0              | 0              | 9     | 0     |